# Jahangirpur
Jahangirpur is een nagar panchayat (plaats) in het district Gautam Buddha Nagar van de Indiase staat Uttar Pradesh. 

## Demografie
Volgens de Indiase volkstelling van 2001 wonen er 9.522 mensen in Jahangirpur, waarvan 53% mannelijk en 47% vrouwelijk is. De plaats heeft een alfabetiseringsgraad van 47%. 